# Rotlle de coure
El rotlle de coure és un dels Manuscrits del Mar Mort trobats a Khirbet Qumran, però difereix significativament dels altres. Mentre que els primers rotlles estan escrits en cuir o papir, aquest rotlle està escrit en metall: coure barrejat amb, aproximadament, un 1% d'estany. A diferència dels altres, aquest rotlle no és una obra literària, sinó que conté un llistat de llocs en els que hi ha enterrats o amagats, diversos objectes d'or i plata. S'exhibeix, actualment, al Museu Arqueològic d'Amman, Jordània. El tresor descrit està valorat en, almenys, mil milions de dòlars.

## Història i origen
el 1952 es van trobar dos rotlles de coure al fons de la Cova 3 de Qumran, l'última de 15, per això estan referenciats com 3Q15. El metall estava corroït, i no van poder ser desenrotllats per mitjans convencionals. El professor H. Wright Baker, de la Facultat de Tecnologia de Manchester, Anglaterra, va tallar les làmines en tires. Llavors va quedar clar que els rotlles eren part d'un mateix document. En aquells moments es van fer i publicar unes fotografies de baixa qualitat dels rotlles. Els estudiosos van trobar difícil treballar amb elles, i van dependre d'unes còpies del text fetes per l'estudiós Józef Milik i publicades el 1962. Un altre estudiós, John Marc Allegro, va publicar la seva traducció el 1960. Al cap de 26 anys (el 1988) els rotlles van ser fotografiats amb més definició i claredat, en un nou intent dirigit per P. Kyle McCarter, Jr.

## Estil d'escriptura
L'estil de l'escriptura és inusual, diferent dels altres rotlles. Està escrit en un estil similar al de la Mixnà judaica. Hi ha una ortografia inusual, i la lletra té els trets propis d'algú que escriu en coure amb una agulla. També hi ha l'anomalia que set dels noms dels llocs estan seguits per un grup de tres o quatre lletres gregues. El text és un llistat de seixanta-quatre llocs; 63 dels quals són tresors d'or i plata, que s'estimen per tones. Al final de la llista s'esmenta un document duplicat amb detalls addicionals. Alguns estudiosos creuen que aquest document va poder ser el rotlle de Plata, un rotlle que els arqueòlegs encara estan buscant en el desert d'Israel.
Els estudiosos mantenen que el text va ser potser copiat d'un document original per un escriba illetrat que no parlava la llengua en la qual els rotlles van ser escrits. Potser això va ser fet així perquè el secret del contingut del text fos preservat. L'escriba va cometre un total de trenta errors o fallades en la còpia del text, fallades que algú familiaritzat amb la llengua original no hauria comès.
Desxifrar el llistat és tot un desafiament, ja que fins i tot conté noms de ciutats i carrers.
No obstant això, hi ha una controvèrsia sobre si la Cova de les Cartes contenia un dels tresors enumerats , i si els artefactes d'aquest lloc hauran estat recuperats. Encara que el rotlle va ser, òbviament, fet d'un aliatge de coure perquè durés, els llocs són esmentats per a un lector que tingui un estret coneixement de les fosques referències, per exemple: «A la cisterna d'irrigació de Shaveh, en la sortida que hi ha allí, enterrats a onze colzes: 70 talents de plata »(de la traducció d'Allegro), o« A la cova que està prop de la font que pertany a la Casa de Hakkoz, excavar sis colzes. [Hi ha] sis barres d'or »(de la traducció de McCarter).

## Explicacions
El tresor del rotlle es creu que pot ser el tresor del Temple de Jerusalem, presumiblement, del Segon Temple. El professor McCarter identifica provisionalment un dels llocs, ubicat a la propietat de la «Casa de Hakkoz», amb la família de Hakkoz, un dels tresorers del Temple reconstruït, el següent al retorn de Babilònia, com es detalla en els llibres d'Esdres i Nehemies, de l'Antic Testament. Les teories sobre l'origen del tresor van ser desmuntades per Theodor H. Gaster:
- Primer, el tresor podria pertànyer a la comunitat de Qumran. La dificultat aquí és que se suposa que la comunitat era una germanor ascètica, de manera que no és compatible la possessió d'un vast tresor.
- Segon, el tresor podria ser el del Segon Temple. No obstant això, Gaster cita Flavi Josep qui estableix que el tresor principal del Temple encara estava a l'edifici quan els romans el van derrocar, i també que altres textos de Qumran són molt crítics amb el clergat del Temple com per haver traslladat les seves tresors a un lloc segur.
- Tercer, el tresor podria ser el del Primer Temple, destruït per Nabucodonosor II, rei de Babilònia, l'any 586 aC. Això no sembla encaixar amb l'esperit d'altres rotlles, llevat que, potser, el rotlle fos deixat a la cova durant l'exili a Babilònia, possiblement, en una petita comunitat de vigilants, que serien els precursors de la comunitat dels Manuscrits del Mar Mort.
- Quart, la teoria favorita de Gaster és que el tresor és un Hoax. Si és així, és un rumor molt elaborat per a un poble antic que no és fonamentalment conegut pel seu sentit de l'humor.

La idea d'antics tresors perduts o ocults en Terra Santa no es contempla sense fascinació. El Segon Llibre dels Macabeus descriu que el profeta Jeremies va transportar l'Arca de l'Aliança i altres objectes per ocultar en una cova de Mont Nebo. La senzillesa de les llistes del Rotlle de Coure sembla indicar la ubicació de la zona emplaçada entre Hebron i la Muntanya Gerizim com el lloc on hauria d'haver algun tresor, si no ha estat ja descobert en el transcurs dels darrers 2.000 anys.

## En la ficció
El 1958, el novel·lista Nathaniel Norman Weinreb publicà "Els rotlles de coure" (The Copper Scrolls), la història d'un escriba anomenat Kandane que és contractat per un sacerdot de Qumran per gravar una llista de tresors sagrats. Weinreb va escriure la seva novel·la abans que ell i el públic general sabessin que els anomenats «rotlles» de coure eren, en realitat, dues seccions separades dels quals va ser originalment un sol rotlle d'aproximadament vuit peus de longitud.
El desenllaç de la novel·la en Format C (Format C), de Edwin Black, inclou l'ús del Rotlle de Coure per trobar el rotlle de Plata, que proporciona als protagonistes la informació necessària per trobar i defensar-se de la major amenaça del llibre.
El Rotlle de Coure és el protagonista d'un thriller polític, El Rotlle de Coure (The Copper Scroll), de Joel C. Rosenberg, publicat el 2006. Aquest llibre implementa la teoria de l'autor que els tresors enumerats en el rotlle de Coure i l'Arca de l'Aliança seran trobats al Fi dels Temps per redecorar el Tercer Temple.
També apareix en la novel·la de Sean Young Arenas violentes (Violent Sands). En aquesta novel·la històrica, Barrabàs jura ser el protector, costi el que costi, del rotlle de Coure i del tresor al qual aquest mena.
El rotlle i la recerca dels seus tresors van ser objecte d'un documental el 2007 de la sèrie Buscant la veritat, del Canal Història. El programa oferia un coneixement bàsic de la investigació sobre el rotlle de Coure i les principals teories de sobre la seva interpretació.